# Mundo Novo (Bahia)
Mundo Novo est une municipalité brésilienne de l'État de Bahia et la Microrégion d'Itaberaba.